# Merwan Rim
Pour les articles homonymes, voir RIM.
 (août 2009).
Si vous disposez d'ouvrages ou d'articles de référence ou si vous connaissez des sites web de qualité traitant du thème abordé ici, merci de compléter l'article en donnant les références utiles à sa vérifiabilité et en les liant à la section « Notes et références ».
Merwan Rim, né le 13 juillet 1977 à Sarcelles, dans le Val-d'Oise, est un auteur-compositeur-interprète et acteur français.

## Biographie

### Naissance d'une vocation[3]
En 1999, Merwan Rim, contraint de travailler pour assurer la sécurité financière de sa famille, enchaîne les postes éphémères tout en poursuivant sa licence de Communication Audiovisuelle à l’Université Paris 8. À dix-neuf ans, il rêve de percer dans la musique. Il est fasciné par les chanteurs de Notre-Dame de Paris, alors au plus fort de son succès, notamment Bruno Pelletier. En situation financière précaire, il ne peut se payer une place. Il se rend néanmoins au Palais des Congrès et finit par entrer dans les toilettes de la salle, lors de l'entracte. Se mêlant par mégarde à la file des spectateurs, il est interpellé par une personne âgée qui lui demande de l'aide pour regagner la salle. Merwan Rim accepte et passe sans encombre devant les agents de sécurité. Il s'apprête à repartir lorsque le second acte débute. Il se glisse alors sur un strapontin libre et découvre le deuxième acte de la comédie musicale : « Je vois le show et [...] je me dis que c'est ce que je veux faire dans la vie. Je veux faire ça. C'est hors de question que je passe à côté ». En feuilletant le programme du spectacle, il remarque que plusieurs artistes ont effectué leurs études au sein de la même école : les studios Alice Dona. Il intègre les studios un an plus tard.

### Débuts
Le chant prenant de plus en plus de place dans sa vie, il décide de se consacrer exclusivement à la musique. Son univers particulièrement éclectique balance entre electro, rock et pop. Il prend son deuxième prénom, Merwan, comme nom d'artiste.
Il débute en se produisant sur diverses scènes parisiennes et devient auteur-compositeur-interprète. En septembre 2000, il intègre les studios Alice Dona, un atelier de musique, chant et théâtre fondé par la chanteuse.

### Spectacles musicaux et prémices de l'album solo
Quelques mois plus tard, il joue sur plusieurs scènes de France, Belgique, Suisse et du Canada, grâce au spectacle musical Les Dix Commandements composé par Pascal Obispo, où il est la doublure d'Ahmed Mouici dans le rôle de Ramsès pendant près de 3 ans.
En 2004, il intègre la troupe du spectacle musical Spartacus le gladiateur d'Élie Chouraqui et Maxime Le Forestier en tant que doublure de David (Christophe Héraut). Anecdote, Merwan a permis d'éviter l'annulation de dernière minute de plusieurs shows en remplaçant au pied levé Alain Chennevière dans le rôle de Crassus.
Quelques mois plus tard, il est choisi pour interpréter le Duc de Beaufort dans la comédie musicale Le Roi Soleil. Aux côtés d’Emmanuel Moire et de Christophe Maé, il est propulsé sur le devant de la scène en compagnie de Victoria Petrosillo grâce aux extraits Entre ciel et terre et Contre ceux d'en haut.

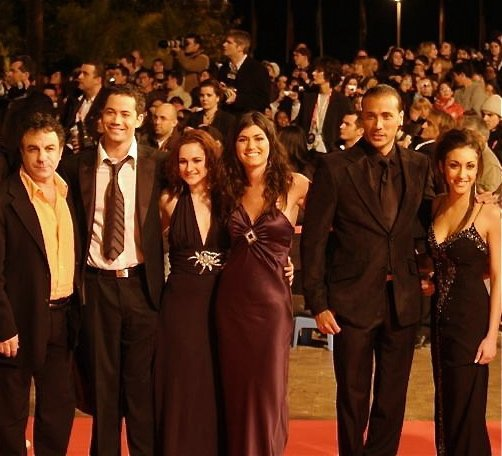
La troupe de la comédie musicale, NRJ Music Awards 2006

En parallèle, il enregistre deux duos avec la chanteuse québécoise Marilou Bourdon. Le premier, C'était écrit, figure sur la version Canada de Marilou, album de Marilou Bourdon sorti le 8 mai 2007. Le second, Danser sur la lune, sort en single et figure sur la version Europe de Marilou, sortie le 18 juin 2007.
En 2008, il fait plusieurs scènes en solo et se produit dans différentes villes de France pour promouvoir son futur album solo, en assurant notamment des premières parties de la chanteuse Jenifer.
En 2009, il joue dans Mozart, l'opéra rock mis en scène par Olivier Dahan. On l'aperçoit dans le clip du single L'Assasymphonie, mais aussi dans Le bien qui fait mal et dans J'accuse mon père. Il chante aussi dans le nouveau final de la troupe, intitulé C'est bientôt la fin. Il interprète le rôle de l'aubergiste dans le premier acte, dans lequel il chante La chanson de l'aubergiste; tandis que dans le deuxième acte, il joue le rôle du clown démoniaque (personnification des phobies de Mozart) et chante Comédie tragédie. Il assure aussi le rôle d'Antonio Salieri en tant que doublure de Florent Mothe.
Depuis 2009 il est parrain de l'association ELA.
Il participe également au jeu télévisé N'oubliez pas les paroles ! pour une émission spéciale Halloween en compagnie de Maeva Meline et au profit de l'association ELA.

### Album solo:L’Échappée(2012)
Son premier single en solo, intitulé Vous et écrit avec une amie comédienne sur le spectacle du Le Roi Soleil (Lydia Dejugnac), est diffusé en radio le 30 mars 2011.
L’Échappée, son premier album solo, sort le 12 mars 2012. Pour assurer sa promotion, il sort le single Mens-moi, dont le clip est diffusé en février 2012.
En 2012, il est nommé dans la catégorie NRJ Music Award de la révélation francophone de l'année aux NRJ Music Awards 2012.
Le 11 juin 2012 il est en concert à l'Alhambra, date pour laquelle il offre sa première partie à Maeva Meline (amie et ancienne camarade de Mozart l'opéra rock).
Son troisième single est Un nouveau jour en duo avec Jamie Hartman du groupe Ben's Brother.
En 2012, il participe au jeu télévisé Fort Boyard (émission diffusée sur France 2 le 7 juillet 2012).
Le 7 février 2013, il chante sur le plateau de la saison 9 de Star Academy et dédie cette émission à sa mère mourante, qui décédera quelques jours plus tard.
À partir du 27 novembre 2013, il est candidat en compétition à l'émission de divertissement Ice Show présenté par Stéphane Rotenberg sur M6, dans l'équipe de Gwendal Peizerat, aux côtés de Tatiana Golovin.
En 2013, il participe à l’album studio Romance & Cigarettes et la tournée internationale de l’artiste electro The Toxic Avenger. La formation live de la tournée sera composée de The Toxic Avenger, Dax Riders et lui-même. Il partagera la scène avec de grandes pointures du genre comme Carl Cox, Justice, Jeff Mills, Gesaffelstein, Yuksek, Étienne de Crécy, Breakbot, Woodkid, etc.
Il compose le titre Notre liberté pour Les Restos du cœur belges auquel participent de nombreux artistes, dont Pascal Obispo, M Pokora, Michael Jones, Lââm…
De février à avril 2016, il participe à une nouvelle tournée en Corée du sud de Mozart, l'opéra rock avant d'être remplacé par Sébastien Agius à la suite d'une grave blessure au genou. Il reprend la tournée asiatique (Chine, Taïwan) en 2018 et 2019.
En novembre 2016, il reprend le rôle de Ramsès pour la nouvelle tournée française de la comédie musicale Les Dix Commandements, rebaptisée La plus belle histoire de tous les temps, qui débute à l'AccorHotels Arena.
En 2022, il participe à la tournée événement « Les Comédies Musicales, le Concert » aux côtés de Damien Sargue, Cécilia Cara, Hélène Ségara, Mikelangelo Loconte, Ginie Line, Priscilla Betti, Gwendal Marimoutou, Alexis Loizon…

### Vie privée
Merwan Rim a des origines algériennes (kabyle, une ethnie berbère). Il est le cinquième enfant d'une fratrie de sept. Il a perdu ses deux parents d'un cancer, son père en 1996 et sa mère en 2013.
Il est père de deux garçons prénommés Roman, né le 14 janvier 2009 et Carl né le 6 mai 2015.
Merwan s’est marié avec Anne-Sophie le 14 février 2025.

## Discographie

### Albums
- 2012 : L'Échappée

### Singles
- 2007 : Danser sur la lune (en duo avec Marilou Bourdon)
- 2011 : Vous (Belle inconnue)
- 2012 : Mens-moi
- 2012 : Un nouveau jour (en duo avec Jamie Hartman)
- 2015 : Hurry Up

## Comédies musicales
- 2000 : Les Dix Commandements doublure de Ahmed Mouici : Ramsès
- 2004 : Spartacus le gladiateur doublure de Christophe Héraut : David
- 2005 : Le Roi Soleil : Le duc de Beaufort
- 2009 : Mozart, l'opéra rock : l'aubergiste et le clown
- 2016 : La plus belle histoire de tous les temps, le retour de la comédie musicale Les Dix Commandements : Ramsès

## Participations
- 2011 : Des ricochets pour l'Unicef
- 2012 : Je reprends ma route pour La Voix de l'enfant
- 2012 : Il suffira d'un signe avec Amaury Vassili, Baptiste Giabiconi et Dumè pour Génération Goldman.
- 2013 : Un, deux, trois avec Amandine Bourgeois et Mani Hoffman pour Génération Goldman 2.
- 2013 : Something Evil et This Mean War sur l'album Romance and cigarettes de The Toxic Avenger
- 2014 : Piégé de Yannick Saillet, musique du film
- 2014 : Kiss & Love au profit du Sidaction[13],[14]

## Doublage
- 2022 : La Unidad : voix additionnelles[15]
- 2022 : Les Tactiques de l'amour : voix additionnelles